# 莫諾拉 (加利福尼亞州)
莫諾拉（英語：Monola）是位於美國加利福尼亞州因約縣的一個非建制地區。該地的面積和人口皆未知。

## 地理
莫諾拉的座標為37°08′37″N 118°14′37″W / 37.14361°N 118.24361°W，而該地的平均海拔高度為1191米（即3907英尺）。